# Cirque de Gavarnie

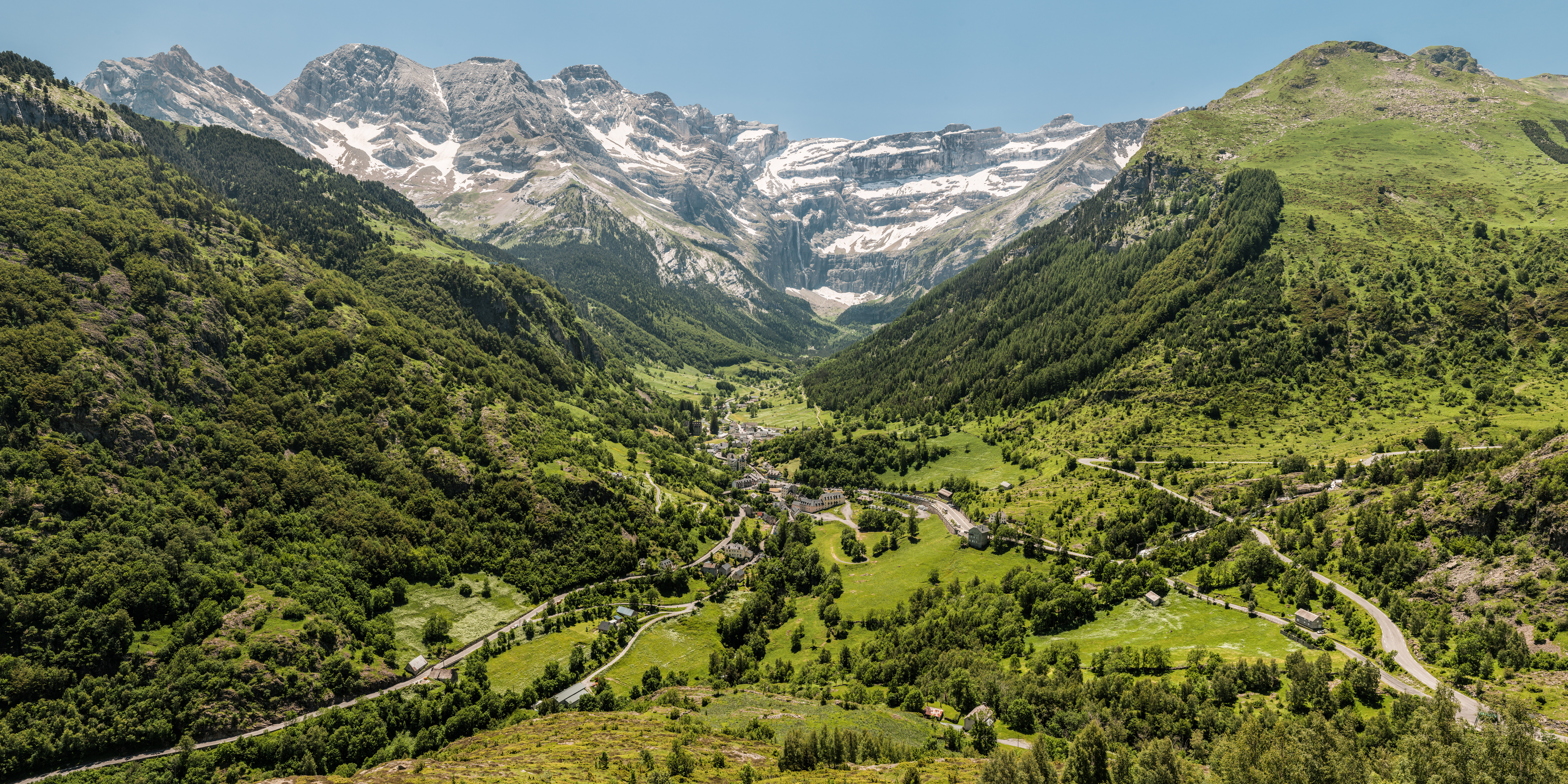
Overzicht van de gemeente Gavarnie met de cirque in de achtergrond

De Cirque de Gavarnie is een groot keteldal in de Franse Pyreneeën, in de buurt van het dorp Gavarnie in het departement Hautes-Pyrénées in de regio Occitanie. Deze natuurlijke cirque ligt in het nationaal park van de Pyreneeën (opgericht in 1967), werd in 1997 door UNESCO uitgeroepen tot werelderfgoed als deel van de site "Pyrénées – Mont Perdu" en draagt het Franse label "Grand Site de France". Aan de zuidzijde van de Cirque de Gavarnie is de Brèche de Roland een natuurlijke opening in de hoofdkam van de Pyreneeën op de Frans Spaanse grens.

## Topografie
De cirque vormt het einde van de vallei van de "Gave de Gavernie". Gave is een veel voorkomende aanduiding voor een diep ingesneden rivier in de Pyreneeën.
De cirque wordt omringd door verschillende toppen. Van oost naar west: le Petit Astazou, le Pic du Marboré, le pic Brulle, le pic de la Cascade, l'Épaule du Marboré, la Tour (du Marboré) en le Casque (du Marboré). De "pic du Marboré" vormt het hoogste punt van de cirque met een hoogte van 3248 meter. De bodem van de cirque, waar het hotel staat, bevindt zich op een hoogte van ongeveer 1570 meter. De hoogte van de kliffen bedraagt dus ongeveer 1500 meter, verdeeld over drie trappen die van elkaar gescheiden worden door minder steile banken.

## Hydrografie
In het midden van de cirque, aan de oostelijke zijde, bevindt zich de waterval van Gavarnie, met een hoogte van 422 meter de hoogste waterval van Europa. Deze vormt de bron van de "Gave de Gavarnie", die meer stroomafwaarts overgaat in de "Gave de Pau". Net stroomopwaarts van het dorp Gavarnie stroomt de Gave des Tourettes, die in de vallée des Pouey Aspé stroomt, in de Gave de Gavarnie.
In het hoge deel van de cirque, onder de kamlijn die samenvalt met de Spaanse grens, liggen verschillende resten van gletsjers: glacier de la Brèche, glacier du Casque, glacier de l'Épaule, glacier de la Cascade, glacier Ouest du Marboré.
- Système universitaire de documentation: 027692957
- Virtual International Authority File: 240524375